# Robert Dietrich
Pour les articles homonymes, voir Dietrich.
Robert Dietrich (né le 25 juillet 1986 à Ordjonikidze en République socialiste soviétique kazakhe - mort le 7 septembre 2011 à Iaroslavl en Russie) est un joueur professionnel allemand de hockey sur glace. Il possède la nationalité kazakh. Il évolue au poste d'attaquant.

## Biographie

### Carrière en club
Né dans l'oblys de Kostanaï, Robert est âgé de trois ans quand la famille Dietrich, des Russes allemands, décide de partir en Allemagne. Deux ans plus tard, il commence le hockey sur glace au ESV Kaufbeuren. En 2003, il entreprend une carrière chez les seniors avec l'EC Peiting dans l'Oberliga. Deux ans plus tard, il découvre la DEL avec les DEG Metro Stars. Il est choisi au sixième tour, en cent-soixante-quatorzième position avec les Predators de Nashville lors du repêchage d'entrée dans la LNH 2007. Il part en Amérique du Nord en 2008. Il est assigné par les Predators au club ferme des Admirals de Milwaukee dans la LAH où il joue deux saisons.
Le 7 septembre 2011, il meurt dans l'accident de l'avion transportant le Lokomotiv Iaroslavl à destination de Minsk en Biélorussie. L'avion de ligne de type Yakovlev Yak-42 s'écrase peu après son décollage de l'aéroport Tounochna de Iaroslavl, faisant 44 morts parmi les 45 occupants,.

### Carrière internationale
Il représente l'Équipe d'Allemagne au niveau international. Il a participé aux sélections jeunes.

## Statistiques

### En club
| Saison    | Équipe                | Ligue            |    | Saison régulière | Saison régulière | Saison régulière | Saison régulière | Saison régulière |   | Séries éliminatoires | Séries éliminatoires | Séries éliminatoires | Séries éliminatoires | Séries éliminatoires |
| Saison    | Équipe                | Ligue            | PJ | B                | A                | Pts              | Pun              | PJ               | B | A                    | Pts                  | Pun                  |                      |                      |
| 2003-2004 | EC Peiting            | Oberliga         | 45 | 5                | 9                | 14               | 83               | -                | - | -                    | -                    | -                    |                      |                      |
| 2004-2005 | ETC Crimmitschau      | 2. Bundesliga    | 45 | 3                | 14               | 17               | 34               | -                | - | -                    | -                    | -                    |                      |                      |
| 2005-2006 | Straubing Tigers      | 2. Bundesliga    | 46 | 5                | 3                | 8                | 0                | -                | - | -                    | -                    | -                    |                      |                      |
| 2005-2006 | DEG Metro Stars       | DEL              | 4  | 0                | 0                | 0                | 2                | -                | - | -                    | -                    | -                    |                      |                      |
| 2006-2007 | DEG Metro Stars       | DEL              | 52 | 3                | 19               | 22               | 28               | 9                | 2 | 4                    | 6                    | 22                   |                      |                      |
| 2007-2008 | DEG Metro Stars       | DEL              | 9  | 1                | 1                | 2                | 12               | 13               | 1 | 2                    | 3                    | 4                    |                      |                      |
| 2008-2009 | Admirals de Milwaukee | LAH              | 63 | 4                | 15               | 19               | 32               | 11               | 1 | 7                    | 8                    | 2                    |                      |                      |
| 2009-2010 | Admirals de Milwaukee | LAH              | 79 | 6                | 37               | 43               | 28               | 2                | 0 | 1                    | 1                    | 2                    |                      |                      |
| 2010      | Adler Mannheim        | Trophée européen | 7  | 1                | 1                | 2                | 4                | -                | - | -                    | -                    | -                    |                      |                      |
| 2010-2011 | Adler Mannheim        | DEL              | 42 | 3                | 15               | 18               | 69               | 6                | 0 | 2                    | 2                    | 8                    |                      |                      |